# Garden River
Garden River, aussi connue sous le nom de Garden Creek, est une communauté non incorporée du Nord de l'Alberta au Canada. Elle est située sur la rive nord de la rivière de la Paix à la fin du chemin Garden River, une extension de la route 58, dans le parc national Wood Buffalo à environ 190 km au nord de High Level. Il s'agit d'une communauté amérindienne de la Nation crie de Little Red River. La communauté a une population d'environ 483 habitants.